# K.u.k. Österreichisches Ehrenzeichen für Kunst und Wissenschaft

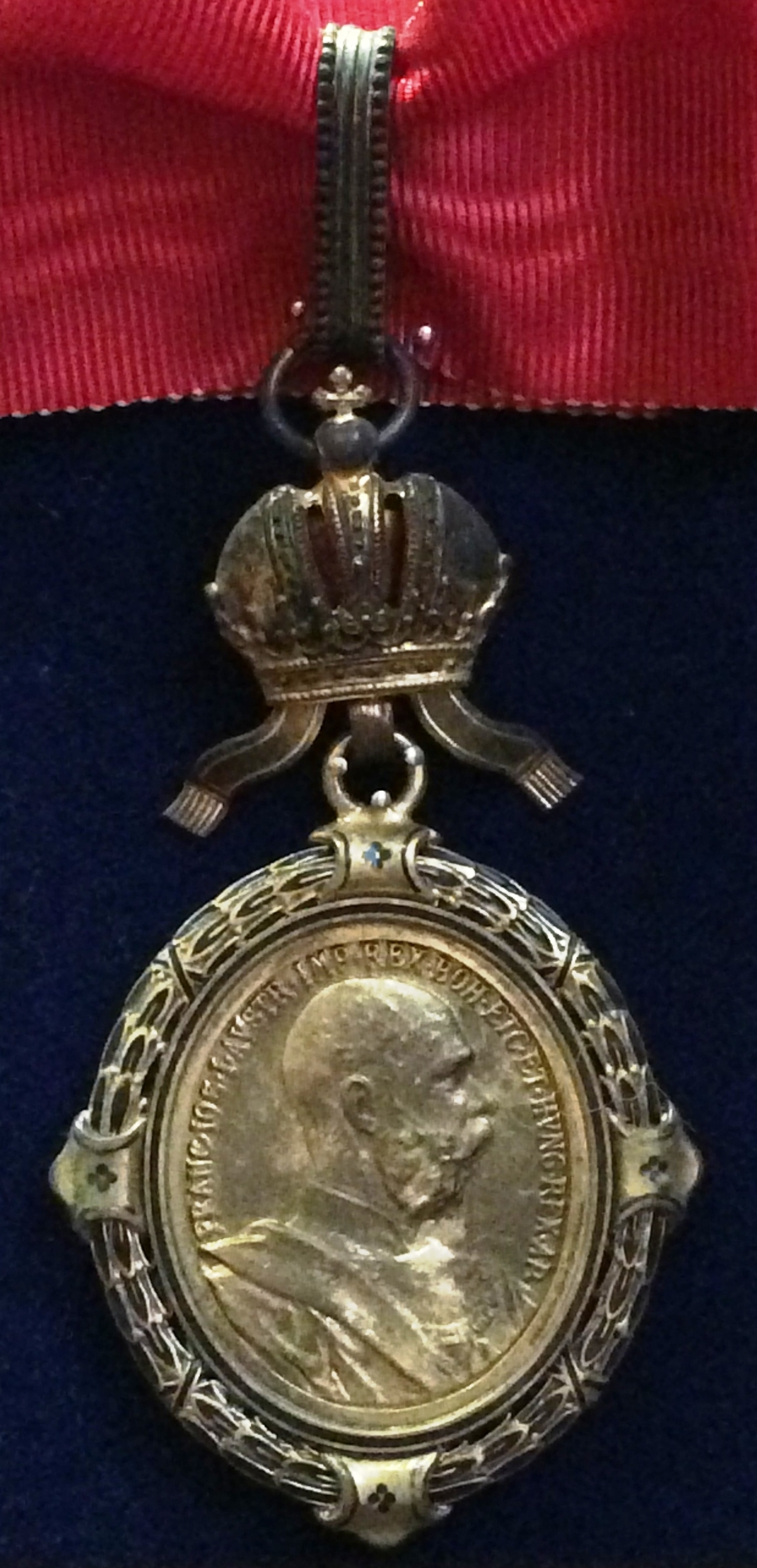
Ehrenzeichen für Wissenschaft und Kunst

Das Ehrenzeichen für Kunst und Wissenschaft, auch Litteris et Artibus genannt, wurde am 18. August 1887 durch Franz Joseph I. als Kaiser von Österreich und König von Ungarn im Einvernehmen mit beiden Ministerpräsidenten gestiftet. Es ersetzte die bereits im Jahr 1835 durch Kaiser Ferdinand I. gestiftete k. und k. goldene Medaille für Kunst und Wissenschaft, die im Gegensatz zum Ehrenzeichen nicht tragbar war.

## Ordensdekoration
Das Ordenszeichen ist eine hochovale, aus Gold gefertigte Medaille und von einem teilweise schwarz emaillierten Lorbeerkranz umschlossen. Zwischen Ordenszeichen und Tragering ist eine Kaiserkrone befestigt. Die Medaille zeigt das nach recht gewandte Brustbild des Stifters im Ornat des Ordens vom Goldenen Vlies mit der Umschrift FRANC·JOS·I·AVSTR-IMP·REX·BOH·ETC·ET·HVNG·REX·AP· (Franz Joseph I. Kaiser von Österreich, König von Böhmen und Ungarn). Rückseitig von einem nach oben offenen Lorbeerkranz umgeben die dreizeilige Inschrift LITTERIS ET ARTIBVS, ähnlich wie sie am heutigen Österreichischen Ehrenzeichen für Wissenschaft und Kunst zu finden ist.

## Trageweise
Getragen wurde die Auszeichnung als Halsdekoration an einem roten Band, von Damen an einer Schleife auf der rechten Brust.

## Inhaber
Die Auszeichnung konnte an In- und Ausländer verliehen werden, wobei die Anzahl der lebenden Inhaber seit März 1899 auf vierzig begrenzt war. Insgesamt lassen sich 95 Verleihungen an Inländer sowie 25 an Ausländer dokumentieren. Königin Elisabeth von Rumänien, die unter dem Pseudonym „Carmen Sylva“ als Schriftstellerin tätig war, erhielt den Orden am 28. September 1896 in einer Sonderausführung mit Brillanten. Zu weiteren Inhabern siehe die Liste der Träger des Österreichischen Ehrenzeichens und der Österreichischen Ehrenkreuze für Wissenschaft und Kunst.
Nach dem Ableben des Beliehenen waren die Erben zur Rückstellung der Dekoration verpflichtet.